# Zero Insertion Force

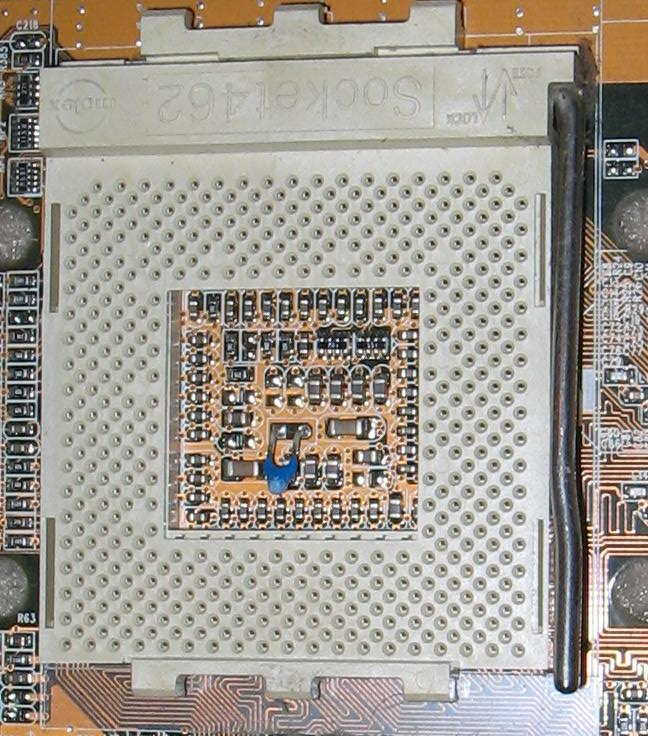
Egy ZIF CPU-foglalat (Socket 462, pl. AMD Athlon processzorok számára)

A ZIF foglalat elnevezés a Zero Insertion Force-t takarja, ami annyit jelent, hogy egy adott sok lábbal rendelkező elektronikai alkatrész foglalatba helyezéséhez nem szükséges erőt kifejteni, az alkatrész rögzítését általában egy kis, végállásban rögzülő kar biztosítja.
ZIF rendszerűek a számítógépek processzorfoglalatai is.

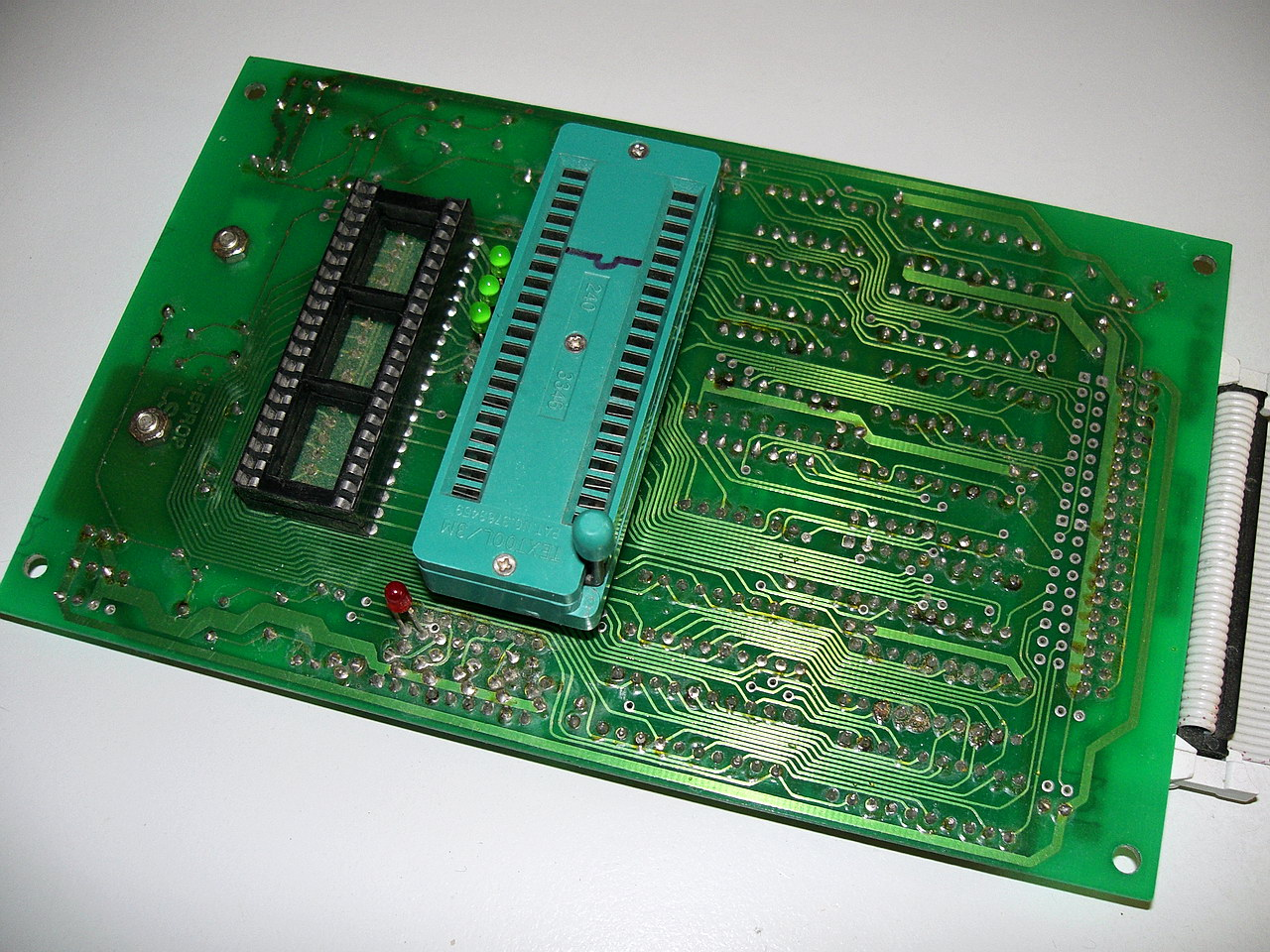
Textool gyártmányú ZIF foglalat egy EPROM programozó panelján (jobbra)

A '80-as években a PC korszak hajnalán, a processzorok (IBM XT, 286, 386) még tű lábaikkal a foglalatba betűzhető kivitelűek voltak, túlnyomórészt. A 486-os gépektől kezdve lett általánosan elfogadott a Centronics gyár találmánya ami a processzorok, EPROM-ok, EEPROM,-ok és más cserélhető, cserélendő alkatrész gyors cseréjét elősegítendő, hoztak létre.
A találmány lényege: egy kis kar segítségével a foglalat nyitott állapotba tehető, így az alkatrész ténylegesen „nulla erő” kifejtésével kiemelhető a foglalatból, az eltávolítása akadálymentes. Az alkatrész behelyezése után, a reteszelő karocskával az alkatrész lábai a foglalat belsejében található érintkezőkhöz szorulnak, így az érintkezés (kontakt) hiba kizárttá válik, és maga az alkatrész pedig lényegében csak roncsolással mozdítható el.
A ZIF foglalatrendszer lényegében az egyszerű és biztonságos alkatrészcserét és -karbantartást segíti elő.